# Chilonatalus tumidifrons
Chilonatalus tumidifrons es una especie de murciélago de la familia Natalidae.

## Distribución geográfica
Es endémica de las Bahamas.